# Сарезское озеро
Саре́зское о́зеро (Сарез; тадж. Кӯли Сарез, дари سریز) — водоём на Памире, в Рушанском и Мургабском районах Горно-Бадахшанской автономной области Таджикистана. Длина озера — около 70 км, максимальная измеренная глубина — около 500 м, уровень воды — около 3255 м над уровнем моря, объём воды — более 17 км³.
Сарезское озеро, относящееся к завальным, или подпрудным, озёрам, возникло в результате катастрофического перекрытия русла реки Бартанг, произошедшего 18 февраля (3 марта) 1911 года. Интенсивное наполнение озера завершилось в 1926 году, с 1942 года уровень озера изменяется колебательно. Озеро представляет опасность для населённых пунктов, расположенных ниже по течению Бартанга, Пянджа и Амударьи, так как в случае прорыва огромная масса воды селевым потоком пройдёт практически до Аральского моря. Притом достоверно известно о 9 предыдущих завальных озёрах в русле Бартанга, которые прекратили своё существование, что говорит в пользу этой теории.

## История озера

### Прасарезские озёра
Сарез не был первым завальным озером в долине Бартанга. Известно о 9 озёрах-предшественниках, образовывавшихся путём заваливания русла оползнями и прекращавших своё существование с разрушением плотин. Последним таким было Прасарезское озеро, образованное Ирхтским завалом. Завал этот был обнаружен и впервые исследован И. А. Преображенским. Согласно более поздним исследованиям возраст завала — среднечетвертичный или ранее, о чём свидетельствуют ледниковые отложения среднечетвертичного периода, лежащие поверх обвальных слоёв. При этом Ш. Ш. Деникаев отметил, что до завала старое русло Бартанга проходило западнее и южнее, через современное озеро Шадау; а при прорыве размыло восточную часть плотины. Размеры этого завала составляли около 4 км вдоль русла и 1,5 км поперёк долины.
Длина Прасарезского озера составляла около 25—30 км, глубина составляла около 200 метров. Толщина глинистых отложений позволяет судить о том, что озеро просуществовало достаточно долго, прежде чем завал был размыт.

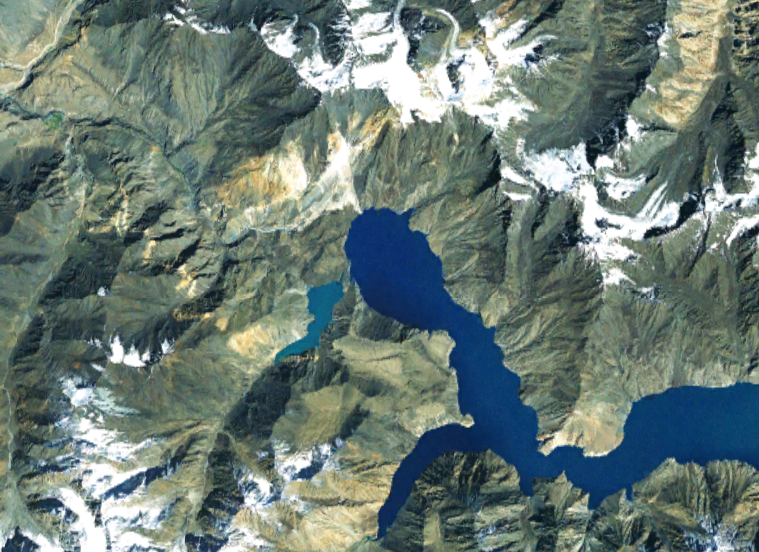
Спутниковый снимок западной части Сарезского озера. На снимке видны Усойский завал и озеро Шадау (слева)

### Усойский завал
Усойский завал является крупнейшим не только в современном мире, но и в нашу историческую эпоху, и имеет следующие параметры: объём — 2,2 км³, масса — 6 млрд тонн, длина — 5 км, ширина — 3,2 км, площадь — 10,8 км², высота — 567 м, высота от уровня озера в самой низкой точке — 38 м, количество родников в нижнем бьефе — 57. Наименее высокой частью завала является северная, сложенная из обломков доломитов, гипса и мраморов. Основание завала представляет собой гряду, вытянутую с северо-востока на юго-запад и сложенную из кремнистых и глинистых сланцев. Западная часть состоит из мелкого обломочного материала.
Завал образовался 18 февраля (3 марта) 1911 года примерно в 23 часа 15 минут по Ташкентскому времени после сильного землетрясения (9 баллов), когда река Бартанг была запружена в результате сильного оползня на фронте около 4,5 км, похоронившего под собой кишлак Усой и упёршегося в противоположный борт долины. При этом горные породы образовали естественную плотину высотой 567 м. Усойский завал перекрыл также впадавшую в Мургаб небольшую реку Шадау-Дарья, что привело к образованию другого, меньшего по размеру озера Шадау. В связи с тем, что при землетрясении были разрушены тропы в район образования завала, последствия землетрясения стали известны только к марту. Прибывший первым в район штабс-капитан Заимкин записал рассказы жителей кишлака Сарез, находившегося в 20 километрах выше по течению от завала, о том, что из кишлака Усой, похороненного под завалом, выжили только три жителя, гостившие на празднике в Сарезе. По словам выживших, плотная завеса пыли над их родным кишлаком осела только через три дня.
В первые годы после образования завала между учёными разгорелись споры на тему того, что было изначальной причиной: землетрясение ли породило завал или наоборот. Исследователи как до завала (Д. М. Иванов в 1883 и Б. В. Станкевич в 1900 году), так и после него отмечали, что склоны ущелья практически целиком представляют собой подвижные осыпи, а обвалы пород происходят регулярно. Расчёты, произведённые князем Б. Б. Голицыным и представленные им на заседании Физико-математического отделения 13 (26) мая 1915 года, подтвердили, что обвал 6 млрд тонн породы, произошедший из-за подмыва, мог вызвать подобное землетрясение. Однако по итогам дискуссий к 40-м годам XX века господствующим стало мнение, что первопричиной катаклизма было землетрясение.
За период с 1915 по 1980 год уровень осадки завала составил около 60 метров; осадка, согласно наблюдением за уровнем стока вод через завал, имеет пульсационный характер.

### Наполнение озера
Иллюстрации, выполненные
начальником Памирского отряда Г. А. Шпилько
в октябре 1913 года
Вода, заполнившая котловину, менее чем год спустя постепенно затопила кишлак Сарез, который и дал название озеру, а в 1913 году глубина озера у завала достигла 279 метров. Озеро оставалось непроточным до 1914 года, когда в завале появились первые родники. С 1914 года было отмечено начало фильтрации воды через Усойский завал. В 1915 году измерения глубины возле завала показали 352 метра, а в 1926 году при глубине в 477 метров озеро вытянулось на 75 километров вдоль ущелья, его объём был оценён в 17 км³. Вплоть до 1925 года отмечалось ежегодное увеличение глубины озера на 9 метров, а с 1926 по 1938 — на 1,2 метра в год. К 1938 году максимальная глубина озера превысила отметку в 480 метров. Снижение интенсивности роста озера в этот период — следствие роста площади водного зеркала, что, в свою очередь, увеличило испарение, а также увеличения количества фильтрационных каналов в теле завала. С 1915 по 1939 год число родников в его тыльной стороне увеличилось с 2 до 57, а расход воды, в 1915 году фиксировавшийся на уровне 2 м³/с, в 1926—1930 годах определялся объёмом в 60—80 м³/с.
| Изменение параметров озера в период интенсивного наполнения | Изменение параметров озера в период интенсивного наполнения | Изменение параметров озера в период интенсивного наполнения | Изменение параметров озера в период интенсивного наполнения | Изменение параметров озера в период интенсивного наполнения | Изменение параметров озера в период интенсивного наполнения | Изменение параметров озера в период интенсивного наполнения | Изменение параметров озера в период интенсивного наполнения |
| Год                                                         | 1911                                                        | 1913                                                        | 1915                                                        | 1923                                                        | 1926                                                        | 1938                                                        | 1942                                                        |
| ----------------------------------------------------------- | ----------------------------------------------------------- | ----------------------------------------------------------- | ----------------------------------------------------------- | ----------------------------------------------------------- | ----------------------------------------------------------- | ----------------------------------------------------------- | ----------------------------------------------------------- |
| Глубина у завала, м                                         | 0                                                           | 273                                                         | 352                                                         | 413                                                         | 477                                                         | 480                                                         | 484                                                         |
| Объём, км³                                                  | 0                                                           | н/д                                                         | н/д                                                         | н/д                                                         | 17                                                          | н/д                                                         | н/д                                                         |
| Протяжённость вдоль каньона, км                             | 0                                                           | н/д                                                         | 28                                                          | 69                                                          | 75                                                          | н/д                                                         | н/д                                                         |
| Расход воды, м³/с                                           | 0                                                           | 0                                                           | 2                                                           | 78                                                          | 69                                                          | 70                                                          | н/д                                                         |

В 1939—1941 годах уровень озера оставался стабильным, в 1942 году в результате уплотнения завала произошёл скачкообразный рост уровня на 4 метра. С 1943 года озеро имело стабильный прирост примерно в 0,2 метра в год. С 1946 года озеро относительно стабилизировалось. Его глубина возле завала с тех пор колеблется в районе отметки в 500 метров, объём — между 16 и 18 км³, а длина вдоль ущелья в разные годы составляла от 65 до 75 километров. В 1994 году в озере наблюдался рекордный паводок: уровень на 3 метра превысил расчётный при стабильном увеличении менее чем на 20 сантиметров в год.

## Опасность прорыва
Озеро находится в сейсмоактивной зоне Памира, повторяемость землетрясений силой в 8—9 баллов весьма высока — 1 раз в 250 лет, по другим данным — 1 раз в 2000 лет, а в 7 баллов — 1 раз в 100 лет. Большинство специалистов с самого начала исследования озера склонялось к мнению, что завал устойчив и в отсутствие внешнего воздействия простоит ещё не одну тысячу лет, но некоторые учёные в разные годы высказывали опасения, согласно которым оценки прочности завала преувеличены. При этом доподлинно известно, что Усойский завал является не первым озерообразующим завалом в этой долине: предыдущие 9 завалов, образовавшихся за четвертичный период, были разрушены.
В 1914 году с появлением первых родников в нижнем бьефе появились опасения, что движение вод внутри завала может привести к его размытию и обрушению под давлением массы озера. Однако по наблюдениям начальника Памирского отряда подполковника Г. А. Шпилько завал был достаточно прочен и мог выдержать давление воды Сарезского озера. По прогнозу Шпилько, вода должна была промыть более или менее крупный сток и на этом интенсивное размытие должно было прекратиться. Прогноз оправдался.
В конце июля 1921 года произошёл невиданный ранее разлив Амударьи, в ходе которого подтоплению подверглись Чарджуй, Старый Фараб и кишлаки по берегу реки. Разлив продолжался до 25 августа и привёл к разрушению 200 метров железнодорожного полотна к северу от станции Фараб. Среди гипотез о его причинах высказывалось и предположение, что Сарезское озеро размыло Усойский завал и более не существует. Подтвердить его или опровергнуть на тот момент не представлялось возможным, так как страна ещё не оправилась от Гражданской войны и не могла профинансировать экспедицию. В результате паводок был объяснён повышенным таянием снегов.
В 1947 году начальник метеостанции Ирхт В. В. Акулов высказал мнение, основанное на измерениях изменений геометрии завала, что растущий со стороны озера каньон может в скором времени достигнуть доломитовых отложений, что серьёзно ускорит его рост, а значит, приблизит разрушение Усойского завала. Однако с 1956 года какого-либо увеличения каньона не наблюдалось.
В начале 1970-х годов институт Союзводпроект разрабатывал возможность постройки деривационного тоннеля. Проект включал в себя создание гидроэлектростанции с подводящим тоннелем и снижение уровня воды в озере на 100 метров. Это свело бы вероятность прорыва к нулю, дало электроэнергию для развития инфраструктуры Памира и запас воды для Средней Азии.
В 2000 году правительства четырёх заинтересованных стран — Казахстана, Кыргызстана, Таджикистана и Узбекистана — обратились к мировому сообществу с просьбой оказать интеллектуальную и финансовую поддержку в решении проблемы Сарезского озера. В том же году под управлением Всемирного банка был запущен международный проект по снижению риска прорыва Сарезского озера на 2000—2006 годы. Работы ограничились созданием системы оповещения, в надёжности которой в случае большого прорыва есть сомнения, так как в этом случае волна уничтожит саму наблюдательную станцию и сигнал передан не будет. Жители сёл, расположенных на пути следования, проинструктированы в случае получения сигнала тревоги эвакуироваться на специально созданные «островки безопасности», где для них подготовлены провизия и медикаменты.

### Правобережный оползень
Вероятно, существует ещё одна опасность: в 1967 году на правом берегу озера был обнаружен участок с опасностью оползня — так называемый «Правобережный оползень». По прогнозам некоторых учёных, при землетрясении может произойти обрушение оползня, что вызовет водяной вал, который перельётся через завал и, во-первых, создаст мощный селевой поток, а во-вторых, размоет тело завала. В случае прорыва естественной плотины последует слив озера, что вызовет селевые потоки огромной силы и длительности. В итоге затоплению подвергнутся территории вплоть до низовий Амударьи, что вызовет разрушение множества населённых пунктов и промышленных объектов на территории Афганистана, Таджикистана, Туркменистана и Узбекистана. В потенциально опасной зоне проживает около 6 млн человек.
При этом объём рыхлых отложений с годами оценивался по-разному. В 1968 году А. И. Шеко по результатам исследования с воздуха оценивал его объём в 2 км³, В. С. Федоренко в 1981 году называл цифру в 0,9 км³, в 1990 году Ю. М. Казаков, Н. Р. Ищук и Ю. Акдодов оценили объём Правобережного оползня в 0,633 км³, а в 2002 году на основании этих же материалов А. Р. Ищук, Н. Р. Ищук и С. Х. Негматуллаев на докладе в Институте физики Земли заявили об отсутствии оползня как такового. Дональд Алфорд и Патрик Дроз в этот же период приняли объём оползня равным 0,5 км³, а МЧС Таджикистана в докладе ЕврАзЭС в 2006 году сообщило о существовании двух оползней, объёмом по 0,6 км³ каждый, только один из которых представляет опасность. По оценкам Л. П. Папырина, основывающегося на данных единственной пробурённой в оползне скважины, его объём составляет 1,25 км³, из которых 0,5 км³ приходится на чехол из более рыхлых пород.

## Гидрология
Объём озера составляет примерно 17 км³. Общая площадь бассейна Бартанга выше Усойского завала равняется 15 775 км², при этом, около 50 % объёма стока реки теряется в высокогорных пустынях Памира. Питание озера происходит преимущественно за счёт стока рек Мургаб, Лянгар и Марджанай, обладающих постоянным ледниковым питанием. Остальные реки имеют исток неподалёку от озера и питаются за счёт таяния снегов на близлежащих горах. Соседнее озеро Шадау гидрологически связано с Сарезским.
Уровень воды находится на высоте 3255 метров над уровнем моря. Максимальная измеренная глубина озера — 505 метров. Верхний слой воды, примерно до 50 метров, ультрапресный, высокой чистоты, содержание кислорода 93 %. Ниже возник застойный высокоминерализованный слой, содержание кислорода в котором падает до 21 %. Наиболее прозрачная вода в западной части озера — видимость составляет 15,6 метра, наименьшая — в восточной, где видимость всего 5,8 метра. Суточные изменения температуры отмечены на глубине до 20 м, сезонные — до 120 м. Цвет воды — светлолазурный.

## Флора и фауна
На берегах и в окрестностях озера отмечено около 350 видов цветковых растений. Растительность поделена на два яруса: среднегорный (от уровня озера до 3700 метров над уровнем моря) и высокогорный (от 3700 до 4700 метров). Первый ярус характеризуется обилием как древесных, так и кустарниковых тугаев, значительным участием кустарников в растительных группировках осыпей. Прибрежная полоса шириной до 20 метров покрыта однолетними и двулетними, главным образом сорными растениями. Второй ярус различен по составу, который изменяется с высотой: от полынных пустынь в нижней части до подушечников (зон с преобладанием плотных прижатых к земле кустарничков и многолетних трав) в верхней. Ю. Д. Гусев и С. С. Иконников отмечали, что в районе Сарезского озера древесно-кустарниковая растительность поднимается выше, чем в любых других местах на Памире: в ходе экспедиции, проведённой летом 1958 года, ими были обнаружены берёзовые рощи на высоте 3600—3710 метров и тополиные на высоте до 3800 метров.
Ихтиофауна озера довольно бедна. Из известных видов в озере отмечены маринки, лжеосманы, тибетские гольцы. На них паразитируют нематоды Contracaecum squalii, трематоды Diplostomum spathaceum, 3 вида моногеней и 8 видов миксоспоридий. Планктон озера представлен 4 видами: Diaptomus paulseni, Daphnia longispina, Ceratium hirundinella и Filinia longiseta. В желудках рыб были обнаружены представители подкласса малощетинковых червей.

## В филателии
В 2005 году в ознаменование 10-летней годовщины с момента создания международной организации «Water for life» почтой Таджикистана были выпущены 2 марки номиналом 2 сомони, посвящённые озеру.